# معصوم حمزه‌تاش
میرزا معصوم خان حمزه‌تاش (زاده ۱۲۶۸ خورشیدی) از بازرگانان و مالکان عمده مازندران، شهردار، قاضی و نماینده مجلس شورای ملی بود.
پدرش محمدعلی از مالکان و تجار مازندران بود. خودش نیز پیشه پدر را ادامه داد. در جریان نهضت مشروطه، از مشروطه‌خواهان تندرو و عضو حزب دموکرات بود. در سال ۱۳۰۰ رئیس بلدیه (شهردار) بابل شد و چندی هم شغل قضائی گرفت اما چون نیازی به استخدام نداشت، مشاغل دولتی را رها کرد و بیشتر وقتش صرف خدمات اجتماعی می‌شد.
حمزه‌تاش در انتخابات دوره نهم مجلس شورای ملی در سال ۱۳۱۱ از بابل به مجلس شورای ملی راه یافت و این کرسی نمایندگی را تا دوره سیزدهم حفظ کرد.